# Синиша Штембергер
Синиша Штембергер (Ријека, 23. април 1979) је хрватски кошаркаш. Игра на позицији бека.

## Каријера
Штембергер је каријеру почео у ријечком Кварнеру за који је наступао до 2004. када прелази у Задар. Са Задранима проводи наредне две сезоне и осваја једно Првенство и два Купа Хрватске. Наредни клуб му је био Широки у којем провео укупно четири сезоне и освојио три пута Првенство и два пута Куп Босне и Херцеговине. Између два играња за Широки провео је и једну сезону у Сплиту. У сезони 2011/12. наступао је у Словачкој за Аструм Левице, а од 2012. до 2014. је био играч Игокее са којом је освојио још по једно Првенство и Куп. У септембру 2014. заиграо је поново у Ријеци где је потписао за Кварнер 2010. Од јануара 2017. па до краја сезоне 2018/19. је играо за Шкрљево.

## Успеси

### Клупски
- Задар:
  - Првенство Хрватске (1): 2004/05.
  - Куп Хрватске (2): 2005, 2006.

- Широки:
  - Првенство Босне и Херцеговине (3): 2006/07, 2009/10, 2010/11.
  - Куп Босне и Херцеговине (2): 2008, 2011.

- Игокеа:
  - Првенство Босне и Херцеговине (1): 2012/13.
  - Куп Босне и Херцеговине (1): 2013.